# San Pedro de Tiquina (gemeente)
San Pedro de Tiquina is een gemeente (municipio) in de Boliviaanse provincie Manco Kapac in het departement La Paz. De gemeente telt naar schatting 5.883 inwoners (2018). De hoofdplaats is San Pedro de Tiquina.

## Plaatsen in de gemeente
- San Pablo de Tiquina